# Wappingers Falls Historic District

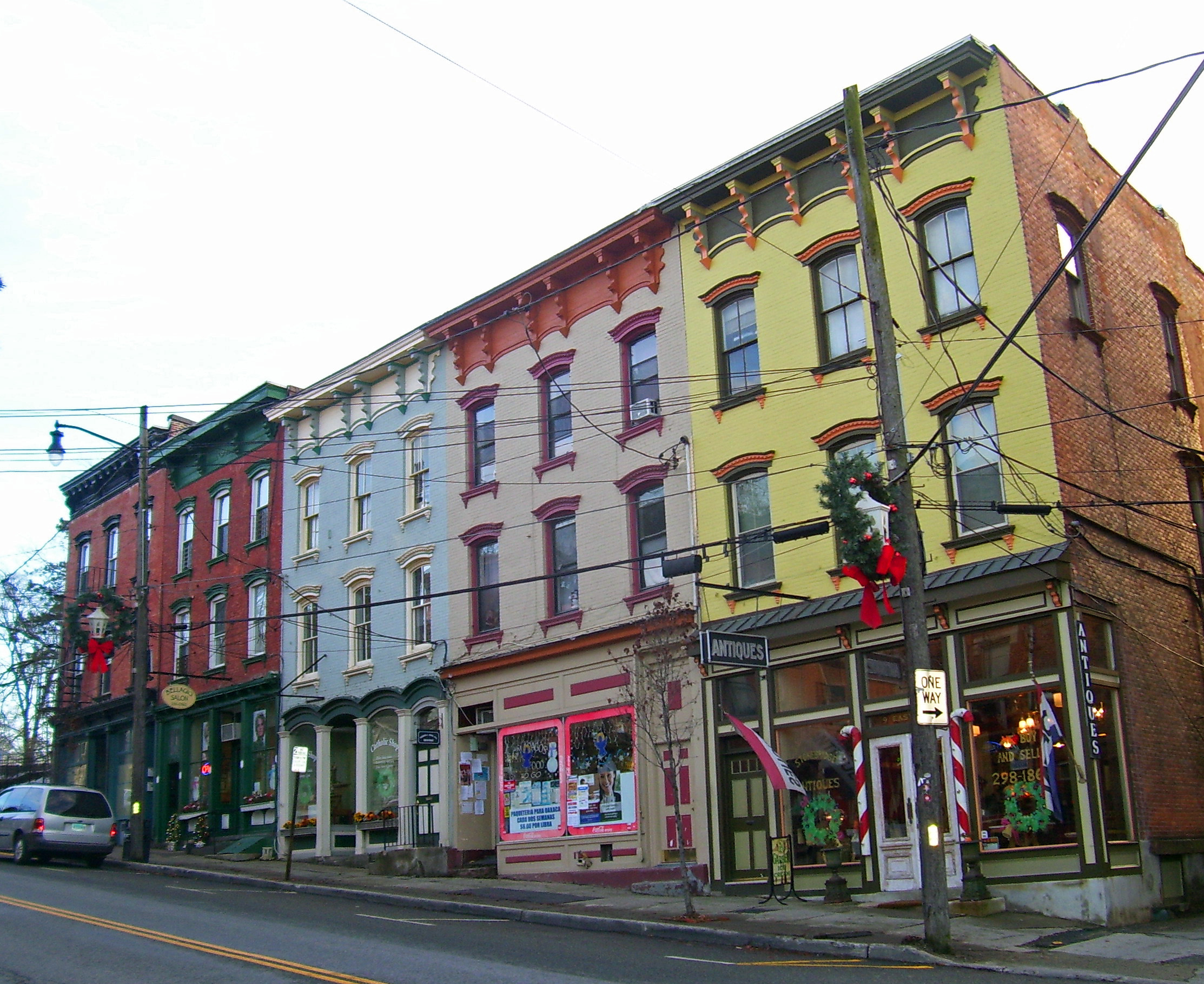
Gebäude an der Main Street zwischen Mesier Park und Wappingers Creek.

Wappingers Falls Historic District ist ein Denkmalschutzgebiet im Zentrum von Wappingers Falls im Dutchess County, New York. Das etwa 36 ha große Gebiet liegt zwischen South Avenue und West Main Street (NY-9D) sowie Wappingers Creek. Es schließt Mesier Park im Zentrum des Vilage und verschiedene anliegende Wohnviertel ein. Es wird grob durch die Elm, Park, Walker, Market und McKinley Streets umgrenzt.
Ein Großteil der Gebäude in dem Historic District entstand im Rahmen der Industrialisierung des Ortes Wappingers Falls im 19. Jahrhundert und die Architekturstile repräsentieren einen Querschnitt durch jenes Jahrhundert. Jedoch gehören zu den Contributing Propertys auch ältere Bauwerke, etwa das um 1740 entstandene Mesier-Brewer House oder neuere Gebäude wie die Village Hall, die ursprünglich Postamt war und unter der Aufsicht des damaligen Präsidenten Franklin D. Roosevelt erbaut wurde.

## Geschichte
1819 wurde eine kleine Baumwoll-Mühle in dem Hohltal errichtet, durch das der Bach von Lake Wappinger zu seiner Mündung in den Hudson River hinabfließt. 1856 wurden die ursprünglichen Gebäude durch ein Feuer vernichtet, der Wiederaufbau begann jedoch sofort und die Anlage war bis 1931 in Betrieb. Die Straßen an dem Berghang gegenüber der Mühle sind von Häusern in Holzständerbauweise gesäumt, zumeist handelt es sich um Doppelhäuser, die von der Mühle für ihre Arbeiter errichtet wurden. Die beiden Hälften des Denkmalschutzgebietes und damit auch des Ortes werden durch eine 1884 entstandene Bogenbrücke aus Stein verbunden, die an die Stelle eines früheren hölzernen Baus trat.

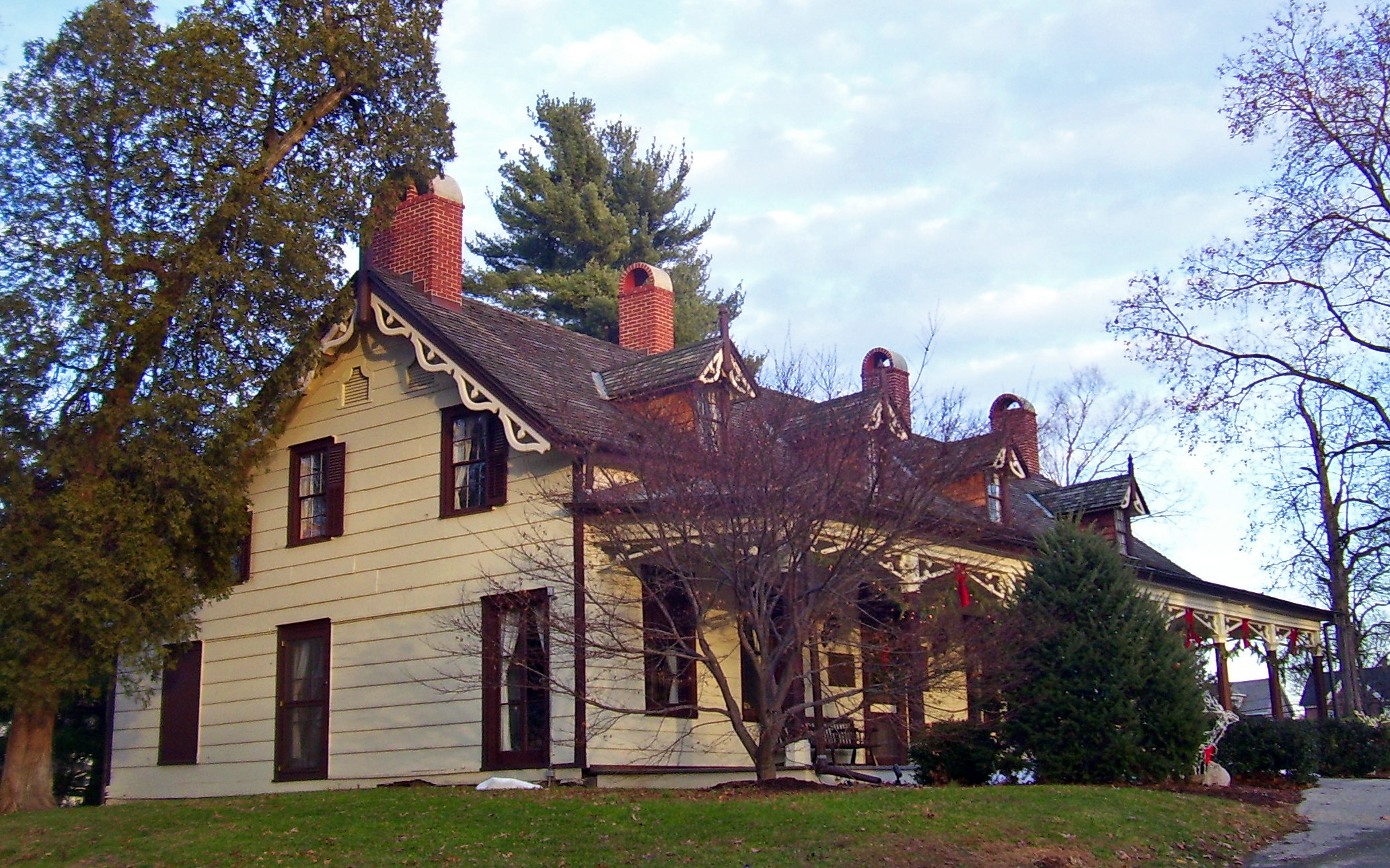
Das 1740 entstandene Mesier-Brewer House.

Der Business District der Village entlang der West Main Street nördlich und südlich des Creeks ist mit dreistöckigen Häusern in Reihenbauweise gesäumt, deren Bau bis in die Jahre direkt nach dem Sezessionskrieg zurückgeht. Die Straßen nach Südwesten sind von größeren Häusern besetzt, die eine große Vielfalt von Baustilen des 19. Jahrhunderts aufweisen und vom Neoklassizismus und der Neugotik zum Second Empire und Queen Anne Style reichen.

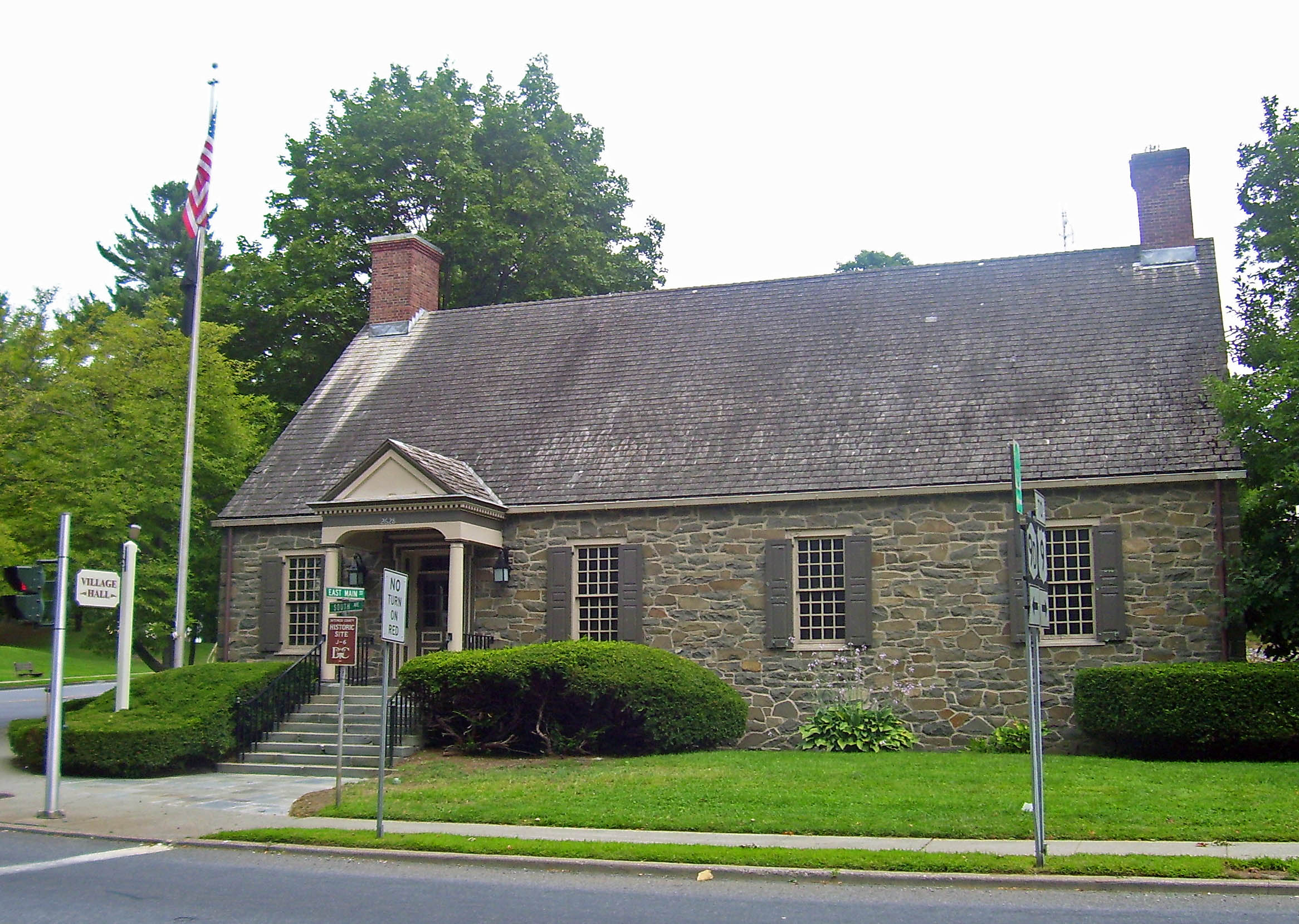
Die Village Hall, das ehemalige Postamt des Ortes.

Zwei signifikante Contributing Propertys, die eigenständig in das National Register of Historic Places eingetragen sind, sind in einem anderen Zeitraum entstanden. Das Mesier-Brewer House im Ortszentrum ist ein gut erhaltenes aus Stein und Holz gebautes Haus aus der Zeit vor der Amerikanischen Unabhängigkeit. Gegenüber davon an der Kreuzung der West Main Street mit der South Avenue befindet sich die aus Feldstein gebaute Village Hall. Diese entstand ursprünglich als eines von insgesamt fünf Postämtern im Dutches County, deren Bau Präsident Roosevelt durchsetzte, der im nahegelegenen Ort Hyde Park geboren wurde. Ende des 20. Jahrhunderts wurde eine Straßenblöcke weiter östlich ein neues Postamt errichtet und 1995 verlegte die Verwaltung des Villages ihre Büroräume von der einem alten Bankgebäude. Die Ortspolizei, die zuvor im Mesier House ihren Sitz hatte, zog ebenfalls in das ehemalige Postamt.
1984 wurde das historische Zentrum von Wappingers Falls in das National Register of Historic Places eingetragen, weil diese Zusammensetzung unterschiedlicher Bauwerke des 19. Jahrhunderts mit der Entwicklung eines wichtigen industriellen Zentrums im Tal des Hudson Rivers verbunden ist. Die Ortsverwaltung versucht, durch Verkehrsberuhigung die gewerblich genutzten Teile des Denkmalschutzgebietes attraktiver für Fußgänger zu machen.